# Guzmán Arriba
Guzmán Arriba es un barrio ubicado en el municipio de Río Grande en el estado libre asociado de Puerto Rico. En el Censo de 2010 tenía una población de 1116 habitantes y una densidad poblacional de 54,95 personas por km².

## Geografía
Guzmán Arriba se encuentra ubicado en las coordenadas 18°17′25″N 65°49′42″O / 18.29028, -65.82833. Según la Oficina del Censo de los Estados Unidos, Guzmán Arriba tiene una superficie total de 20.31 km², que corresponden a tierra firme.

## Demografía
Según el censo de 2010, había 1116 personas residiendo en Guzmán Arriba. La densidad de población era de 54,95 hab./km². De los 1116 habitantes, Guzmán Arriba estaba compuesto por el 71.24% blancos, el 10.66% eran afroamericanos, el 0.72% eran amerindios, el 0.09% eran asiáticos, el 12.63% eran de otras razas y el 4.66% pertenecían a dos o más razas. Del total de la población el 99.37% eran hispanos o latinos de cualquier raza.